# Вишна Ситњица
Вишна Ситњица (слч. Vyšná Sitnica) насељено је мјесто са административним статусом сеоске општине (слч. obec) у округу Хумење, у Прешовском крају, Словачка Република.

## Становништво
| Година:    | 1994. | 2004.    | 2014.   | 2024.    |
| ---------- | ----- | -------- | ------- | -------- |
| Број људи: | 458   | 410      | 382     | 325      |
| Разлика:   |       | -10,48 % | -6,82 % | -14,92 % |

| Година:    | 2023. | 2024.   |
| ---------- | ----- | ------- |
| Број људи: | 326   | 325     |
| Разлика:   |       | -0,30 % |

Према подацима о броју становника из 2024. године насеље је имало 325 становника.